# Brattfors brandfält
Brattfors brandfält este o arie protejată (arie specială de conservare — SAC, sit de importanță comunitară — SCI) din Suedia întinsă pe o suprafață de 80,6 ha, integral pe uscat.

## Localizare
Centrul sitului Brattfors brandfält este situat la coordonatele 59°39′28″N 13°59′14″E / 59.6577°N 13.9872°E.

## Înființare
Situl Brattfors brandfält a fost declarat sit de importanță comunitară în ianuarie 1998 pentru a proteja un număr necunoscut de specii din flora spontană și fauna sălbatică aflate în arealul zonei. Situl a fost protejat și ca arie specială de conservare în martie 2011.

## Biodiversitate
Situată în ecoregiunea boreală, aria protejată conține 5 habitate naturale: Taiga vestică, Mlaștini împădurite, Lacuri și iazuri distrofice naturale, Mlaștini turboase de tranziție și turbării mișcătoare, Turbării active.
La baza desemnării sitului se află un număr nedeclarat de specii protejate.